# Персі Джексон: Море чудовиськ (фільм)
«Персі Джексон: Море чудовиськ» (англ. Percy Jackson: Sea of Monsters) — американський пригодницький фентезі фільм режисера Тора Фреденталя, який є екранізацією книги «Персі Джексон і Море чудовиськ» з серії книг «Персі Джексон і боги-олімпійці» письменника Ріка Ріордана.

## Сюжет
Персі вирушає на пошуки свого друга, сатира Гроувера, що потрапив у пастку до циклопа Поліфема. На кону стоїть не тільки сатир, а й весь «Табір напівкровок»: хтось отруїв священне дерево Талії, а це означає, що захист табору ось-ось впаде і вже ніщо не зможе утримати чудовиськ від вторгнення. Зцілити дерево здатне тільки міфічне Золоте руно, заховане на острові Поліфема — і, щоб дістатися до нього, необхідно переплисти Море Чудовиськ і битися з його мешканцями — Сциллою і Харибдою, солодкоголосими сиренами і підступною чарівницею Цірцеєю.

## В ролях

### Напівбоги
- Логан Лерман — Персі Джексон
- Александра Даддаріо — Аннабет Чейз, кохана дівчина Персі і донька Афіни
- Лівен Рембін — Клариса Ла Ру, донька Ареса і суперниця Персі
- Брендон Т. Джексон — сатир, найкращий друг Персі
- Джейк Абель — Лука Кастелан, син Гермеса і ворог Персі
- Палома Квятковські — Талія Грейс, донька Зевса
- Грей Деймон — Кріс Родригес, син Гермеса

### Боги
- Стенлі Туччі — Діоніс
- Натан Філліон — Гермес
- Роберт Кнеппер — Кронос

### Інші
- Дуглас Сміт — циклоп Тайсон, брат Персі
- Ентоні Хед — кентавр Хірон
- Рон Перлман — циклоп Поліфем
- Шогре Аґдашлу — жриця Піфія
- Міссі Пайл, Іветт Ніколь Браун, Мері Бердсон — граї